# Gláucia Santiago
Gláucia Maria Santiago Rodrigues (Itaúna, 20 de fevereiro de 1960) é uma empresária e política brasileira filiada ao Partido Liberal (PL). Foi deputada federal suplente por Minas Gerais, exercendo o mandato de 9 de julho de 2024 até 8 de novembro de 2024, durante o afastamento do titular Cabo Junio Amaral.

## Carreira política
Nas eleições de 2022, Gláucia Santiago foi candidata a deputada federal por Minas Gerais e obteve 11.297 votos, ficando como suplente pelo PL.
Assumiu o mandato de deputada federal em 9 de julho de 2024, em substituição a Cabo Junio Amaral, titular da cadeira pelo PL, que se licenciou para disputar a prefeitura de Contagem. Permaneceu no cargo até 8 de novembro de 2024, quando o deputado retornou ao exercício do mandato.

## Atuação parlamentar
Durante seu mandato na Câmara dos Deputados, Gláucia Santiago integrou a Secretaria da Mulher como titular e atuou nas comissões de Segurança Pública e Combate ao Crime Organizado (como suplente) e de Fiscalização Financeira e Controle (como titular).

## Vida pessoal e trajetória
Natural de Itaúna, Gláucia Santiago é filha do ex-prefeito e ex-deputado estadual Hildebrando Canabrava, conhecido como Bandinho. Formada em pedagogia pela Universidade de Itaúna, trabalhou por 40 anos no Cartório de Registro de Imóveis da cidade. Iniciou sua carreira política como vereadora em 2000, sendo reeleita em 2004 e novamente em 2016. Em 2020, foi eleita vice-prefeita de Itaúna.